# Jack William Pithey
Jack William Pithey (ur. 5 września 1903 w Potchefstroom, zm. 20 listopada 1984) – rodezyjski polityk.
Urodził się 5 września 1903 w mieście Potchefstroom, położonym w burskim Transwalu. W 1923 przeprowadził się do Rodezji Południowej. W  1958 został sekretarzem sprawiedliwości w rządzie Federacji Rodezji i Niasy. Stanowisko to sprawował do 1961. W latach 1962–1963 tę samą funkcję pełnił w rządzie Rodezji Południowej.
Był członkiem Frontu Rodezyjskiego, poparł jednostronne ogłoszenie niepodległości przez Rodezję 11 listopada 1965. Pełnił obowiązki prezydenta Rodezji od listopada 1978 do marca 1979, był także przewodniczącym Senatu tego kraju oraz deputowanym w Izby Zgromadzeń w latach 1964–1970 (wybrano go z okręgu Avondale w wyborach uzupełniających).
1 września 1931 poślubił Mary Wood. Para miała dwóch synów i córkę.